# Lilafejű kolibri
A lilafejű kolibri (Klais guimeti) a madarak (Aves) osztályának a sarlósfecske-alakúak (Apodiformes) rendjéhez, ezen belül a kolibrifélék (Trochilidae) családjához tartozó Klais nem egyetlen faja.

## Rendszerezése
A fajt Jules Bourcier francia ornitológus írta le 1843-ban, a Trochilus nembe Trochilus guimeti néven.

## Alfajai
- Klais guimeti guimeti (Bourcier, 1843)
- Klais guimeti merrittii (Lawrence, 1860)
- Klais guimeti pallidiventris Stolzmann, 1926[2]

## Előfordulása
Costa Rica, Honduras, Nicaragua, Panama, Bolívia, Brazília, Ecuador, Kolumbia, Peru és Venezuela területén honos.
Természetes élőhelyei a szubtrópusi és trópusi síkvidéki és hegyi esőerdők, valamint másodlagos erdők, ültetvények és vidéki kertek. Állandó nem vonuló faj.

## Megjelenése
Testhossza 9 centiméter. A hím feje lilás.

## Természetvédelmi helyzete
Az elterjedési területe rendkívül nagy, egyedszáma ugyan csökken, de még nem éri el a kritikus szintet. A Természetvédelmi Világszövetség Vörös listáján nem fenyegetett fajként szerepel.